# Сийли
Си́йли (эст. Siili — «Ежовый») — микрорайон в районе Мустамяэ города Таллина, столицы Эстонии.

## География

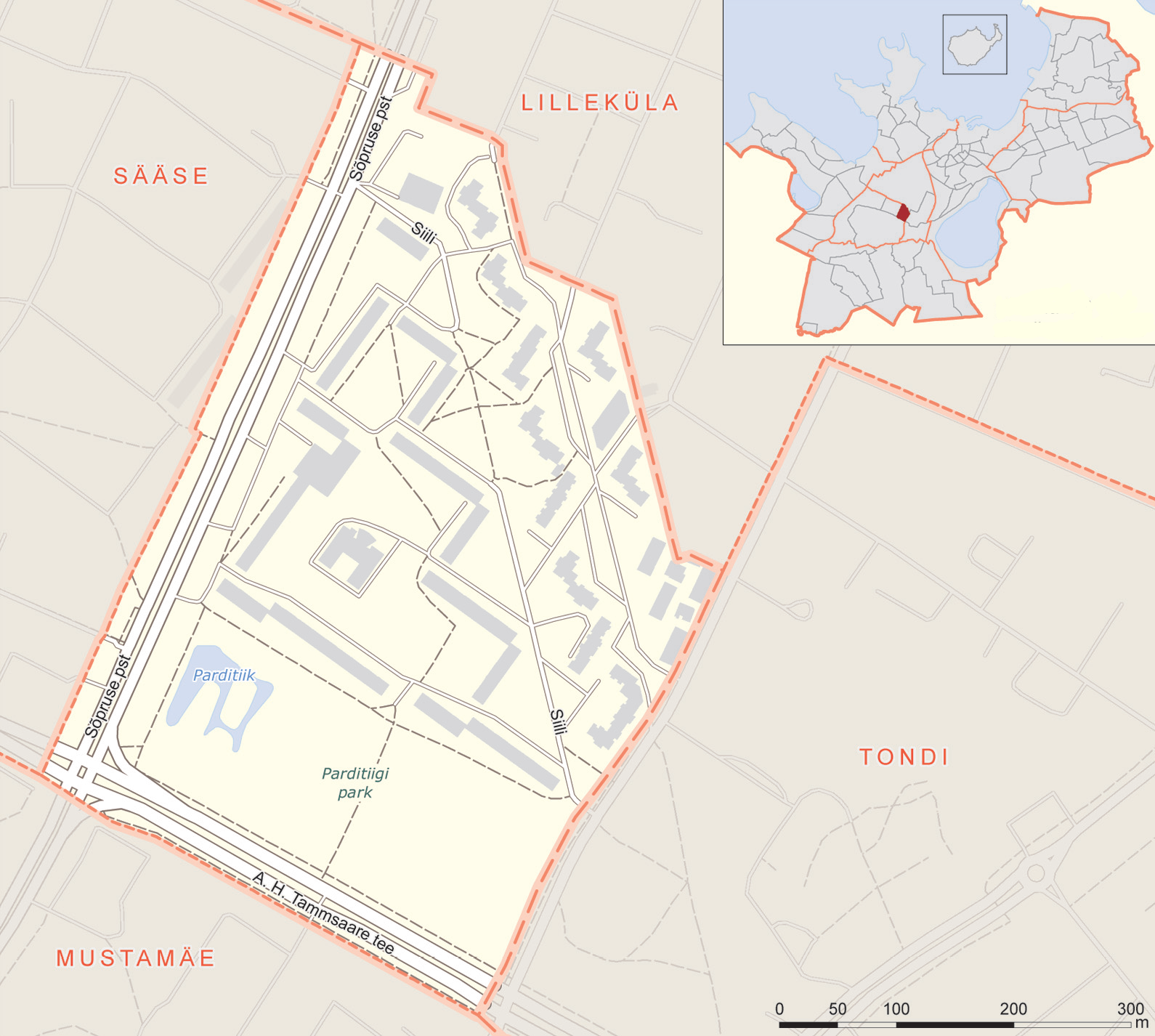
Карта микрорайона Сийли

Граничит с микрорайонами Лиллекюла, Тонди, Мустамяэ и Сяэзе. Площадь микрорайона — 0,26 км². Плотность населения на 1 января 2023 года — 12 965,4 чел/км².

## Улицы
По территории микрорайона Сийли проходят улица Сийли, бульвар Сыпрузе и улица А. Х. Таммсааре. На западе микрорайон ограничивает улица Нымме.

## Население
| Численность населения | Численность населения | Численность населения | Численность населения | Численность населения | Численность населения | Численность населения | Численность населения | Численность населения | Численность населения | Численность населения | Численность населения | Численность населения | Численность населения | Численность населения |
| 2008                  | 2010                  | 2011                  | 2012                  | 2013                  | 2014                  | 2015                  | 2016                  | 2017                  | 2018                  | 2019                  | 2020                  | 2021                  | 2022                  | 2023                  |
| --------------------- | --------------------- | --------------------- | --------------------- | --------------------- | --------------------- | --------------------- | --------------------- | --------------------- | --------------------- | --------------------- | --------------------- | --------------------- | --------------------- | --------------------- |
| 3717                  | ↗3723                 | ↘3717                 | ↘3631                 | →3631                 | ↗3649                 | ↗3671                 | ↘3657                 | ↘3642                 | ↘3609                 | ↘3447                 | ↘3432                 | ↘3409                 | ↘3378                 | ↘3371                 |

## История
Микрорайон Сийли был застроен в 1971—1974 годах. Его название происходит от улицы Сийли. Изначально он планировался как часть района Лиллекюла.
Проект детальной планировки (общая жилая площадь 61 тыс. м2), рассчитанный на 3 тысячи жителей, составили архитекторы Тийу Аргус (Tiiu Argus), Эйли Куккур (Eili Kukkur) и инженер Карл Талло (Karl Tallo).

## Учреждения
По адресу улица Сийли 14 до 2015 года работала Юридическая академия Таллинского университета — преемница старейшего частного университета Эстонии Akadeemia Nord. В настоящее время там работает частное учебное заведение Vabaakadeemia Nord, предлагающее неформальное образование в области искусства.
C 2013 года в здании по адресу улица Сийли 14 действует Школа Святого Йоханнеса. В приходской школе, связанной с Эстонской православной церковью Московского патриархата, в первый год работы начали обучение 18 мальчиков и 15 девочек.

## Парк Пардитийги
В южной части микрорайона находится парк Пардитийги с прудом и детской площадкой. В пруду установлены фонтан и скульптура работы Тауно Кангро «Мустамяэская красавица».
Парк создан на месте природного парка, носившего ранее название лес Тонди. Его площадь 5,9 га. В парке произрастает свыше 150 видов трав. Из деревьев преобладает чёрная ольха, затем следуют чернотал, берёза пушистая и ива козья, вдоль тропинок и по краям парка растут ива белая и осины. В заполненных водой ложбинах растут камыш, рогоз широколистный и др..

## Общественный транспорт
По бульвару Сыпрузе ходят городские автобусы маршрутов № 11, 24, 28 и 72 и троллейбусы маршрутов № 3 и 4 (остановка «Siili»; троллейбусное сообщение в городе временно прекращено в 2024 году). По улице Таммсааре курсируют автобусы маршрутов № 12, 13, 20, 20А, 37 (ближайшая остановка к микрорайону Сийли — «Retke tee»).

## Галерея

Микрорайон Сийли
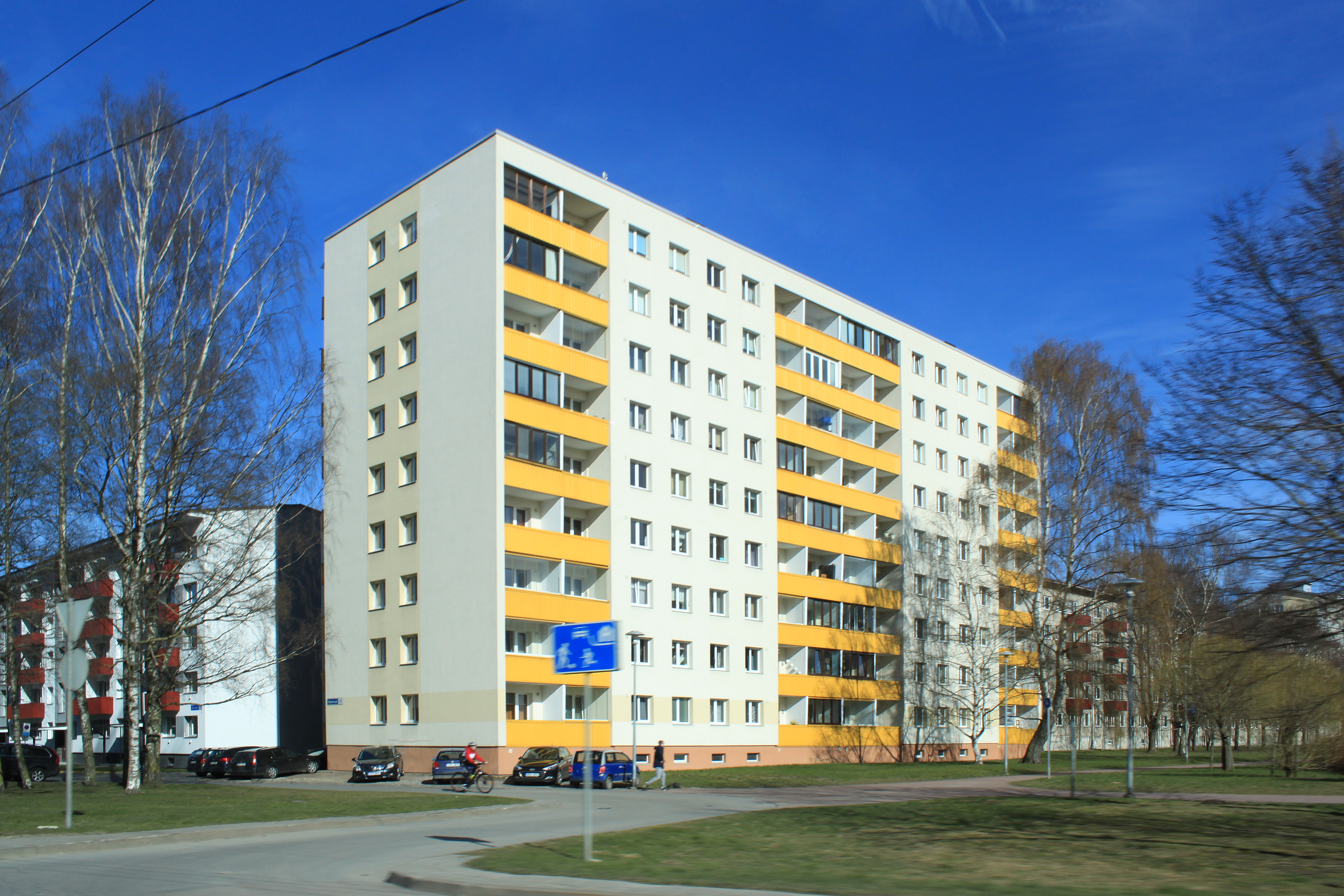
Жилые дома советской эпохи
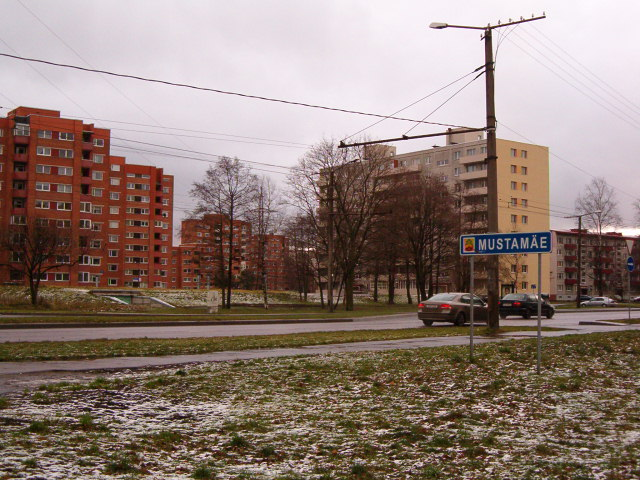
Жилые дома «брежневской эпохи»
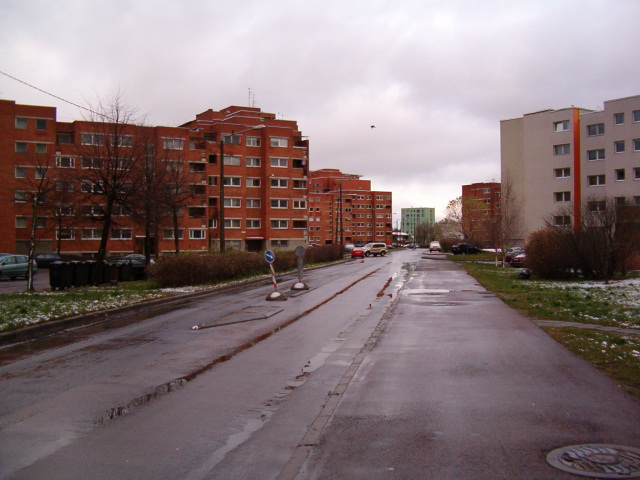
Улица Сийли
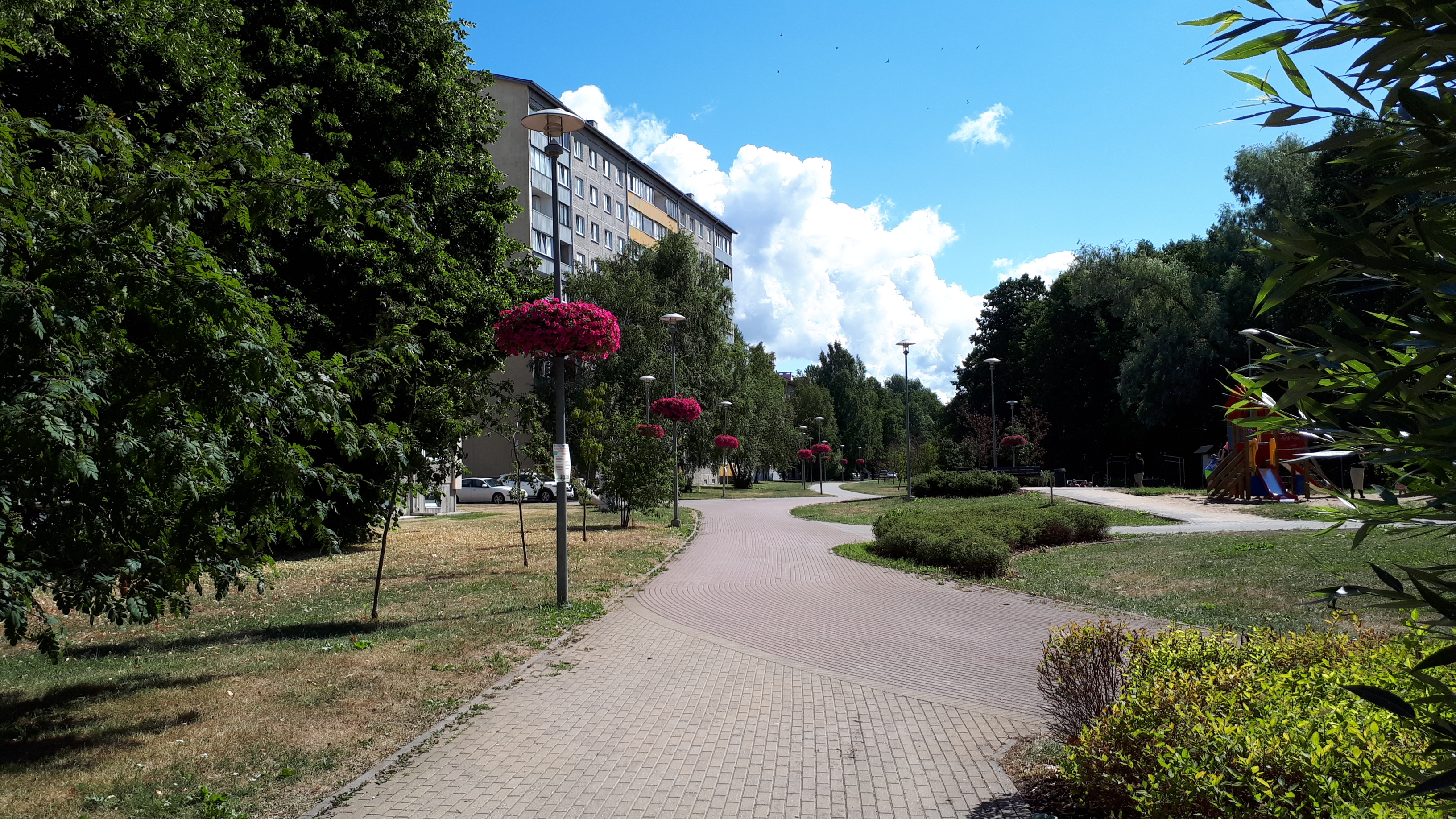
Парк Пардитийги
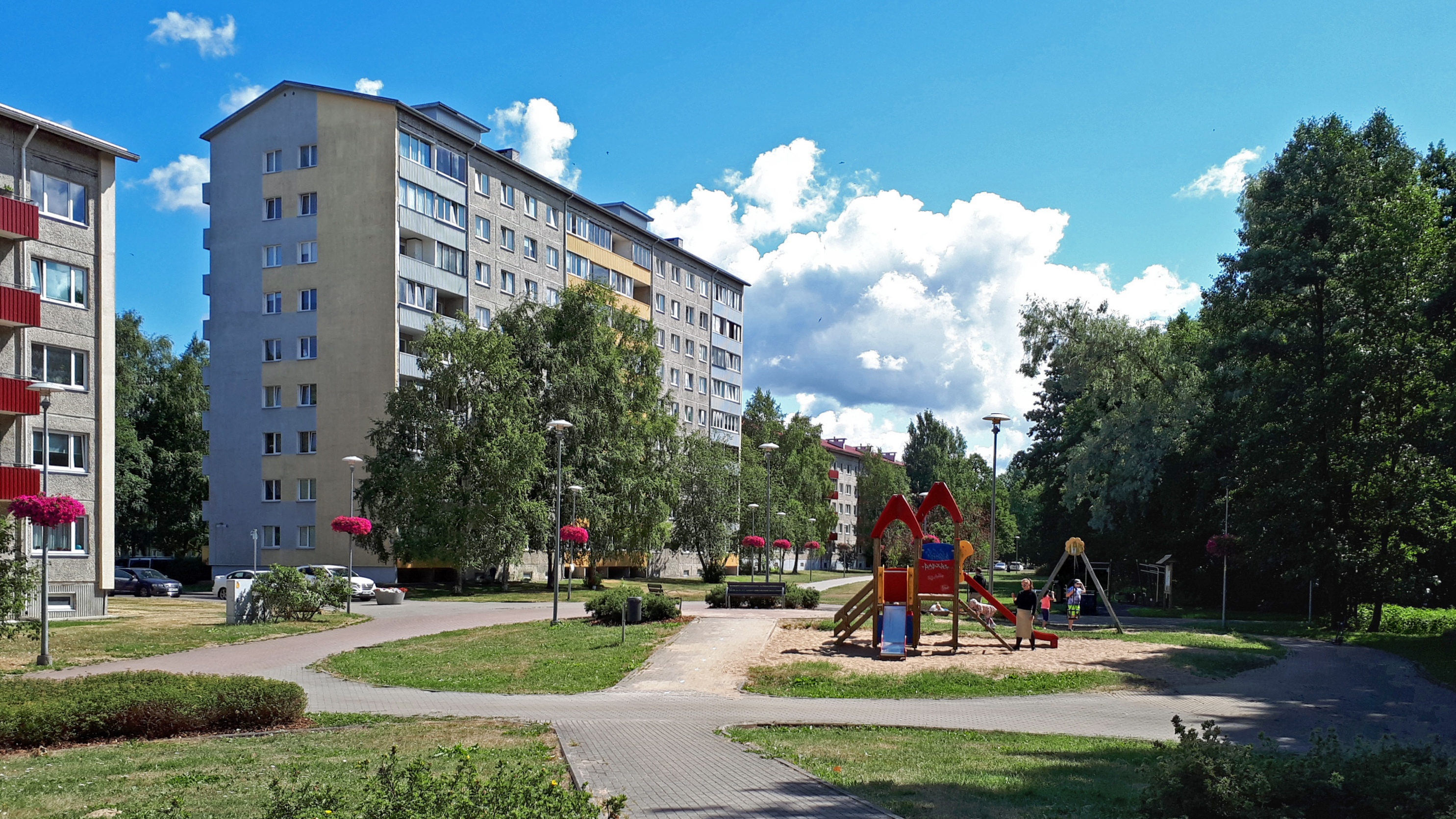
Детская площадка в парке Пардитийги
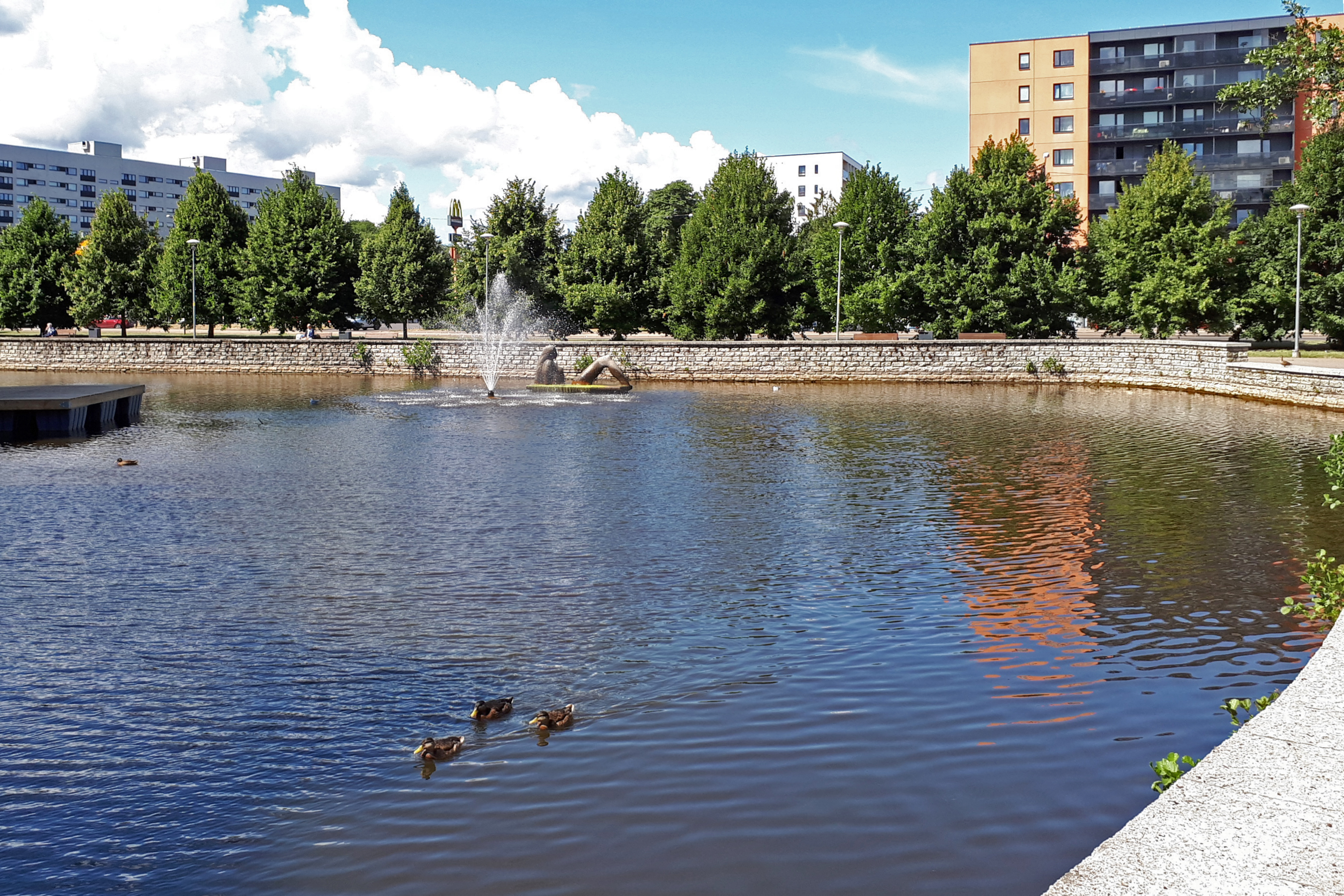
Пруд парка Пардитийги и скульптура «Мустамяэская красавица»
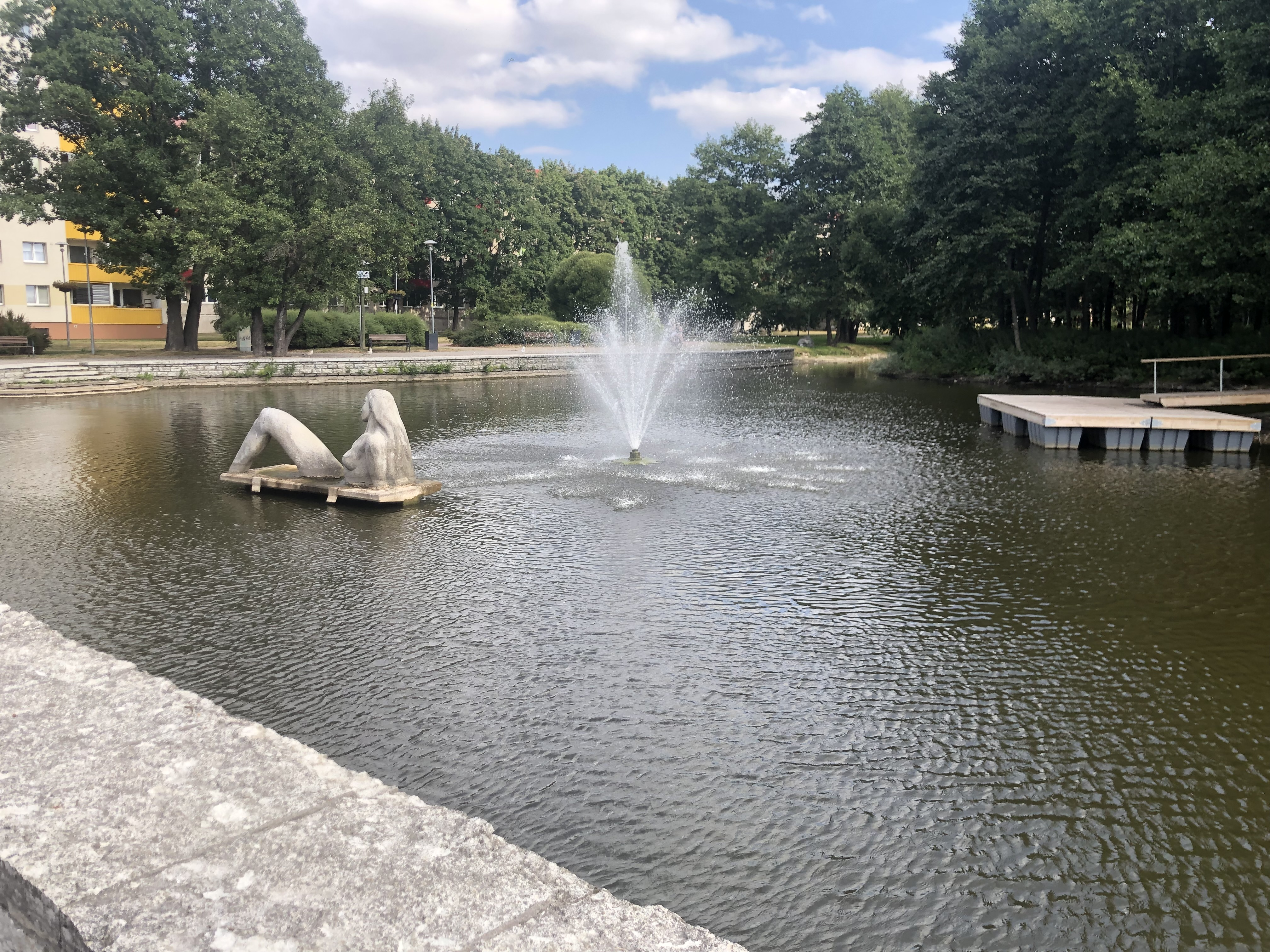
Скульптура «Мустамяэская красавица», вид с бульвара Сыпрузе
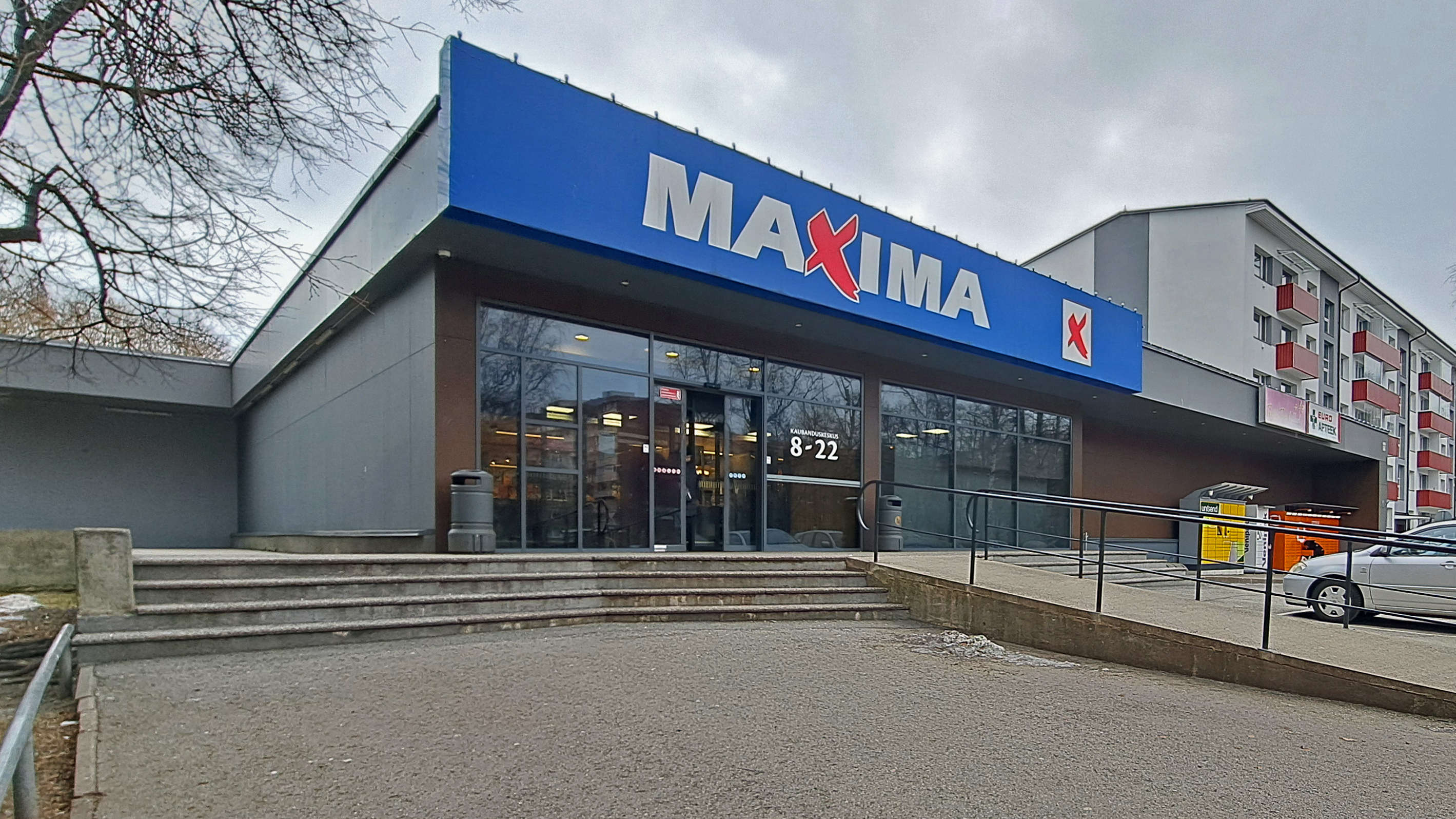
Магазин торговой сети «Maxima» (бывший ABC-3)